# Marianna Sastin
Marianna Sastin, née le 10 juillet 1983 à Mosonmagyaróvár, est une lutteuse hongroise.

## Carrière
Elle remporte aux Championnats du monde de lutte la médaille d'or en 2013 en moins de 59 kg, la médaille d'argent en 2005 en moins de 59 kg, la médaille d'argent en 2011 en moins de 63 kg et la médaille de bronze en 2009 en moins de 59 kg.
Elle est lors des Championnats d'Europe de lutte médaillée d'argent en moins de 59 kg en 2007 et en moins de 62 kg en 2021, médaillée de bronze en moins de 59 kg en 2006 et en 2010 et médaillée de bronze en moins de 63 kg en 2008 et en 2016. Elle est également médaillée d'or en moins de 60 kg aux Jeux européens de 2015.